# Henri Besset
Henri Besset (1669-1748) fue Señor de Chapelle Milon, jurista, consejero y escritor de Francia.

## Biografía
Henri fue inspector de bellas artes con el marqués de Villacerf y controlador de los edificios reales, y con Jean-Baptiste Colbert fue nombrado superintendente de edificios en 1683.
La madre de Henri, Charlotte Dangois era la sobrina materna de Nicolás Boileau y Henri fue también abogado del Parlamento de París y primer empleado de Philipeaux, secretario de Estado, hijo de Pontchartrain,  controlador general de finanzas y fue recibido como consejero de solicitudes del Parlamento de Metz en 1 de septiembre de 1698.
Henri obtuvo después de largos servicios el título de consejero honorario y devino más tarde en consejero de la marina, y como escritor dejó la obra "Relación de las campañas de Rocroi y Friburgo en 1643 y 1644", París, 1673, aunque otros atribuyen la obra al marqués de la Moussaye (1620-1650), mariscal de campo bajo el Gran Conde, reimpresa la obra en "Recueil de pièces pour servir de M. le Prince", Prís, 1693, 2 vols.

## Obra
- Relation des campagnes de Rocroi et de Fribourg en 1643 et 1644, París, 1673, un vol. in-12º.